# ヒロイック・ファンタジー
ヒロイック・ファンタジー（英: heroic fantasy）は、ファンタジーのサブジャンルのひとつ。大作が多く、ハイ・ファンタジー（high fantasy）とも呼ばれる。
1963年にL・スプレイグ・ディ・キャンプが編集したアンソロジーの副題にこの言葉が初めて用いられた。また、その内容から「剣と魔法」（英: sword and sorcery）という別名で呼ばれることもあり、こちらは1960年代初頭にフリッツ・ライバーが命名したものである。

## 定義
ディ・キャンプ自身の言葉を借りるならば、ヒロイック・ファンタジーとは「魔法が働き、近代科学や技術がまだ発見されていない空想世界を舞台にした戦いや冒険の物語」である。それはしばしばヒーローが住む国、時には世界全体の運命と関わる壮大な冒険となり、善と悪の対立と最終的な善の勝利をモチーフとする。

"Heroic fantasy" is the name I have given to a subgenre of fantasy, otherwise called the "sword-and-sorcery" story. It is a story of action and adventure laid in a more or less imaginary world, where magic works and where modern science and technology have not yet been discovered. The setting may (as in the Conan stories) be this Earth as it is conceived to have been long ago, or as it will be in the remote future, or it may be another planet or another dimension.
Such a story combines the color and dash of the Historical romance with the atavistic supernatural thrills of the weird, occult, or ghost story. When well done, it provides the purest fun of fiction of any kind. It is escape fiction wherein one escapes clear out of the real world into one where all men are strong, all women beautiful, all life adventurous, and all problems simple, and nobody even mentions the income tax or the dropout problem or socialized medicine.
— L. Sprague de Camp, introduction to the 1967 Ace Books edition of ''Conan The Barbarian (Robert E. Howard)'', p. 13.
和訳
「ヒロイックファンタジー」は、私がファンタジーのサブジャンル、剣と魔法の物語に付けた呼び名です。それは、アクションと冒険の物語で、現代科学とテクノロジーが発見されていない、多かれ少なかれ空想の世界を舞台にしています。環境は、（〈英雄コナン〉シリーズのように）過去の地球か、あるいは遠い未来、あるいは別の天体か別の次元を採ります。
そのような物語は、時代小説、歴史ロマンスの色彩と奇妙さ、オカルト、あるいは怪奇小説の先祖伝来の超自然的なスリルを組み合わせています。上手く行けばそれは、あらゆるフィクションの最上級の純粋な楽しさを提供するでしょう。それは、全ての男性が強く、全ての女性が美しく、全ての人生が冒険的で、全ての問題が単純で、誰も所得税やドロップアウト問題、社会医療制度にさえ言及しない、現実世界から抜け出すエスケープフィクションです。
— L・スプレイグ・ディ・キャンプ, エースブックス 1967年版 ''蛮人コナン（ロバート・E・ハワード）''　13ページの紹介文より

架空の世界を主な舞台としている点ではハイ・ファンタジーに分類しうるものであるが、「ヒロイック・ファンタジー」という言葉で分類された場合、英雄がその超人的な力をもって悪と戦い勝利する物語という意味合いが強い。
デイヴィッド・プリングルが編集した『ファンタジー百科事典』は、ヒロイック・ファンタジーというジャンルはヒーローについてのファンタジーというだけでなく、作者によって創作された背景世界やストーリーの雄大さ（heroic scale）といった広い意味で理解されるべきであるとして、ハイ・ファンタジーあるいはエピック・ファンタジー（叙事詩ファンタジー）とも呼ばれる異世界ファンタジーをヒロイック・ファンタジーとして扱っている（ただし、エピック・ファンタジーという用語は500頁を超えるような長大な作品に対して使われることが多く、本来はパルプ・フィクション形式である「剣と魔法の物語」とは区別される）。

## 歴史

### 発端
19世紀から20世紀にかけてのイギリスで、ウィリアム・モリスの『世界のかなたの森』などの疑似中世ロマンスや、デイヴィッド・リンゼイの『アルクトゥールスへの旅』、E・R・エディスンの『ウロボロス』などの幻想小説、ロード・ダンセイニの異世界風作品が執筆され、ファンタジー世界の基礎が築かれた。一方アメリカにおいては、ジェイムズ・ブランチ・キャベルの『ジャーゲン』が独特の神話世界を描き出し、ジャック・ロンドンの『太古の呼び声』のような古代冒険小説が古代世界への憧憬を強めた。
上記のような背景の中で1930年代のアメリカで『ウィアード・テイルズ』、『アンノウン・ワールド』などのパルプ誌が興ると、
- エドガー・ライス・バローズ：火星シリーズ
- クラーク・アシュトン・スミス：『ゾティーク』シリーズ

などの大衆向けファンタジー冒険小説が次々と発表され、その中でも
- ロバート・E・ハワード：『英雄コナン』シリーズ

が大いに人気を博した。以後、『英雄コナン』シリーズを模倣して
- C・L・ムーア：『処女戦士ジレル』
- ヘンリー・カットナー：『アトランティスのエラーク』シリーズ
- フリッツ・ライバー：『ファファード&グレイ・マウザー』シリーズ
- L・スプレイグ・ディ・キャンプ：『ハロルド・シェイ』シリーズ
- ノーヴェル・W・ペイジ：『炎の塔の剣士』シリーズ

などの作品が発表され、独特の世界観を持った「ヒロイック・ファンタジー」というジャンルが確立された（ただし用語としての成立は前述の通り1963年）。これらは、1940年代にパルプ誌の衰退とともに発表の場を失い、いったん消滅した。

### 再流行
第二次世界大戦後に英国で初版が出たJ・R・R・トールキンの大作ファンタジー『指輪物語』は、1960年代半ばにペーパーバック版が北米で出版されると爆発的に流行し、また、かつてのヒロイック・ファンタジーの名作がペーパーバック本で再版され、1960年代にファンタジー・ブームが起こる。『ファンタスティック』などのファンタジー専門誌も再び現れ、出版社バランタイン・ブックスはリン・カーターの編集による「バランタイン・アダルト・ファンタジー」と称するシリーズでペーパーバック本を次々と発売した。その中で
- マイケル・ムアコック：『エターナル・チャンピオン』シリーズ
- ジョン・ジェイクス：『戦士ブラク』シリーズ
- リン・カーター：『レムリアン・サーガ』シリーズ
- アンドレ・ノートン：『ウィッチワールド』シリーズ
- ジャック・ヴァンス：『魔王子』シリーズ

などのヒロイック･ファンタジーが発表された。
1970年代になると、ファンタジーは成熟期を迎え、アーシュラ・K・ル＝グウィン、デイヴィッド・エディングス、パトリシア・A・マキリップ、ピアズ・アンソニイなどがハイ･ファンタジーの隆盛を築いた。これらの作品にもヒロイック・ファンタジーから受け継いだ要素が少なからずあるが、作品の世界観・ストーリー・人物描写・テーマなどは、全て技巧を凝らした精緻なものに変化しており、もはやヒロイック・ファンタジーのごとき「全ての事柄が単純明快である」お気楽な勧善懲悪の物語は通用しなくなっていった。かつての意味でのヒロイック･ファンタジーは衰退したといえる。

### 日本への紹介
日本への紹介は、1970年（昭和45年）に団精二（荒俣宏の筆名）と鏡明がロバート・E・ハワードの『英雄コナン』シリーズを翻訳したことからはじまった。「魔道」「魔道士」はこのときの荒俣の造語である。他のヒロイック・ファンタジー作品も多く翻訳されたが、その後ほとんどが絶版となった。
1970年代以降には、主にSF作家によってヒロイック・ファンタジー作品が発表され、主なものとして
- 豊田有恒：『ヤマトタケル』シリーズ（日本武尊SF神話シリーズ）
- 高千穂遙：『美獣』『異形三国志』
- 田中光二：『ヘリック』シリーズ
- 栗本薫：グイン・サーガ

がある。
2000年代に入りファンタジーブームは終息したが、絶版となっていた『英雄コナン』シリーズは2006年（平成18年）に26年ぶりに新訳で再刊された。また、2007年（平成19年）には英雄コナンを基にしたアクションゲーム『CONAN』が発売された。
2010年代に入り、小説投稿サイト「小説家になろう」に投稿された複数の小説をきっかけに再びファンタジーブームが起き、一部作品は書籍化や各メディア展開などが行われている。

## ヒロイック・ファンタジーとロールプレイングゲーム
1974年の『D&D』発売の後、そのブームに乗じて『トンネルズ&トロールズ』、『ルーンクエスト』などが発売され、ロールプレイングゲームは大いに普及した。これらのゲームの多くが、ファンタジー世界での剣と魔法による冒険をテーマにしており、ヒロイック･ファンタジーから多大な影響を受けている。『ドラゴンクエスト』のように「ヒロイックアドベンチャーを体験しよう」と、ヒロイック・ファンタジーをテーマにしていることを標榜している商品もある。そのうち『ドラゴンランス』シリーズや『フォーゴトン・レルム』シリーズのようにロールプレイングゲームを基にしたファンタジー小説も発表された。日本では『ロードス島戦記』などが名高い。これらの小説は、ヒロイック・ファンタジーとして書かれたものでないにもかかわらず、ロールプレイングゲームを通して多くのヒロイック・ファンタジー的要素が隔世遺伝しており、これらをヒロイック・ファンタジーの亜種として考える向きもある。『ウィザードリィ』や『ウルティマ』もこれらの影響を受けて制作されている。これが後の日本のRPGである『ドラゴンクエストシリーズ』や『女神転生シリーズ』の源流となっていった。
また1980年代になって、ロールプレイングゲームを基にしたコンピュータRPGが生まれた。当初はパーソナルコンピュータ向けのゲームとして広まったが、ファミリーコンピュータなどのコンシューマーゲーム機の流行の中で爆発的に広まり、現在もMMORPGなどを中心に隆盛を極めている。

## 註
1. ↑  荒俣, 宏「ファンタジー」『世界大百科事典』（改定新版）平凡社、2009年。ISBN 978-4-582-03400-4。
2. ↑  『図説 ファンタジー百科事典』、60頁。
3. ↑  『ファンタジーの冒険』第3章 ファンタジーのニューウェーブ、†リン・カーター登場
4. ↑  『図説 ファンタジー百科事典』、65-66頁。
5. ↑  『図説 ファンタジー百科事典』、67頁。